# الواصلي
الواصلي إحدى قرى منطقة جازان، في جنوب غرب المملكة العربية السعودية.

## أصل التسمية
سميت بهذا الاسم لأنها تعتبر حلقة وصل بين قرى ومدن وادي جازان (الريان، الخشابية، الكواملة، المغبشية، قرية خضير، محلية، أبو عريش، جازان)

## الموقع
قرية الواصلي وهي من ضمن قرى جازان، وتقع بين مدينتي جازان (على بعد 4 كلم شرقا) وأبو عريش شمال مستشفى الملك فهد المركزي بجازان، أبعادها هي تقريباً 1.5 كيلومتر من الشمال إلى الجنوب و1 كيلومتر من الشرق إلى الغرب.

## الأحياء
- حارات القرية
- حارة الرمالية
- حارة القواسمة
- حارة المعاتبة
- حارة الفضالية
- حارة العسارية
- حارة الجحافلة والهراملة
- حارة صنفورة
- حارة الواصلي الجديدة

## الاقتصاد
اشتهرت القرية بالزراعة منذ قديم الزمن فأصبحت السمة الرئيسة لها، حيث تمتاز بإنتاج بعض الخضروات كالبقل والجرجير والبصل والملوخية. وتعتبر الخضروات مصدر الرزق لكثير من سكان القرية الذين يعتبرون «الواصلي» سلة الغذاء لقرى الوادي 

## المرافق
فيها تأسس فيها أول مدرسة ابتدائية ومتوسطة وثانوية على مستوى وادي جازان وكثير من أبناء وادي جازان درسوا في هذه المدارس وكذلك أول مركز للرعاية الأولية على مستوى الوادي، ويعتبر سوقها أول سوق شعبية في المنطقة

### التعليم
- مدرسة الواصلي الابتدائية - تحفيظ
- مدرسة الواصلي المتوسطة للبنين
- متوسطة وثانوية الواصلي للبنات - مجمع مدارس البنات بالواصلي[8]

### الرياضة
قرية الواصلي لديها فريق كرة قدم ينشط في رابطة فرق الأحياء لكرة القدم

## وصلات خارجية
- حصر الخدمات بالمدن والقرى بمنطقة جازان
- فرص الإستثمار السياحي بمنطقة جازان
- دليل الخدمات بمنطقة جازان